# إدراج مدفوع
لتسويق محركات البحث (search engine marketing) دور واضح في نمو التسويق على الإنترنت في الخمس السنوات الماضية، ويعتبر هذا النوع من التسويق الأكثر نمواً، فالعائدات من محركات البحث تمثل 40% من مجموع عائدات إعلانات الإنترنت في عام 2008 ميلادي بينما كانت تمثل 1% من مجموع العائدات في عام 2000 ميلادي، ويعزى ذلك لكثرة جمهور ومستخدمي محركات البحث.
هنالك عدة أنواع من تسويق محركات البحث (search engine marketing) من أهمها:
الإدراج المدفوع (paid inclusion)
الإدراج المدفوع مفهوم صعب التوضيح رغم أهمية فهمه لكل من أصحاب المواقع والباحثين، فلأصحاب المواقع: هل مواقعهم لن تدرج في القائمة في حال عدم دفعهم لمحركات البحث؟ وبالنسبة للباحثين: هل هذا البرنامج يهدد جودة نتائج البحث؟

## ماهو الإدراج المدفوع (paid inclusion) ؟
عبارة عن برنامج تعرضه أغلب محركات البحث (search engines) لأصحاب مواقع الويب (webmasters) يضمن إدراج مواقعهم في قائمة المواقع لدى محرك البحث (search engine) وتكون من أكثر المواقع زيارة في عملية الزحف (web crawler) أثناء البحث وبالتالي إضمانها في نتائج البحث، يمكن أن يسمى: إدفع للإدراجPFI (Pay for Inclusion) أو إدفع لكل إدراج PPI (Pay Per Inclusion).

## أمثلة على محركات بحث توفر برنامج الإدراج المدفوع
Inktomi:
يعتبر من أقدم محركات البحث توفيرا للإدراج المدفوع ومن ثم تبعه
AltaVista
FAST
Teoma and Ask Jeeves
Yahoo!:
تعتبر ياهو المحرك البحث الوحيد المدافع عن الإدراج المدفوع بزعمها أن محرك البحث يمكنه الاستفادة من المعلومات المجموعة من الإدراج المدفوع.
Yahoo تدرج الروابط بطريقة تجعل من المستحيل على الباحث معرفة الروابط غير مدفوع إدراجها من المدفوعة في نتيجة البحث لهذا تواجه Yahoo مشاكل قانونية مع اللجنة التجارية الإتحادية الأمريكية ” Federal Trade Commission”التي تطالبها بتمييز الروابط المدفوعة وذلك لعدم هز ثقة الباحث في النتائج المعروضة
ماذا عن Google؟
تعتبر جوجل من محركات البحث الرافضة لفكرة الإدراج المدفوع لأنها تهتم في الدرجة الأولى بثقة المستخدمين، فإعلاناتها تعرض منفصلة ومعنونة كإعلان

## منافع الإدراج المدفوع
ويعتبر الإدراج المدفوع الخيار الأكثر شعبية لكل من مالكي المواقع ومحركات البحث، فبالنسبة لمالكي المواقع يضمن فهرسة إدراج مواقعهم في نتائج البحث بطريقة أسرع من انتظار محرك البحث حتى يجد روابط مواقعهم من قائمة المواقع بالطريقة العادية، أما بالنسبة لمحركات البحث فيعتبر طريقة لزيادة دخلهم.
بالنسبة للمواقع الجديدة يتطلب 90 يوماً حتى يتم فهرسة الموقع في محركات البحث فبالتالي لا يستطيع أحد إيجادها لمدة ثلاثة أشهر ولكن عند دفع صاحب الموقع لمحرك البحث لإدراج موقعه فإن رابط موقعه سيظهر في البحث.